# Кадемлия
Кадемлѝя или Кадемлийско пръскало е водопад в Калоферска планина. Намира се на Кадемлийска река, която е ляв приток на река Тъжа. Разположен е западно от връх Триглав, на 1500 m надморска височина. Височината на пада е 72 m. Под водопада има карстов извор и малка пещера. През 1965 г. местността около водопада на площ от 1 ha е обявена за природна забележителност. В близост до Кадемлия се намират хижите „Триглав“ и „Тъжа“.